# Nexus (Album)
Nexus ist ein Jazzalbum von Pat Martino und Jim Ridl. Die 1994 im Veranstaltungsort Tin Angel, Philadelphia, entstandenen Aufnahmen stammten aus der Privatsammlung Martinos und erschienen im April 2015 auf HighNote Records.

## Hintergrund
Jim Ridl und Pat Martino waren seit den 1990er-Jahren befreundet und hatten 1994 Material für ein gemeinsames Album aufgenommen, das jedoch zunächst unveröffentlicht blieb. Zum Repertoire der Aufnahmesession des Duos gehörten Harold Maberns „The Phineas Trane“ und die Pop-Ballade „Country Road“. Dieses Album markiert auch das Aufnahmedebüt von Martinos Arrangement von „Oleo“, geschrieben von Sonny Rollins.

## Titelliste
- Pat Martino, Jim Ridl Nexus (HighNote Records, Inc. HCD 7274)[1]

1. Recollection 7:36
2. Tenetree 4:39
3. Sun on My Hands 7:09
4. The Phineas Trane (Harold Mabern) 7:56
5. Country Road 5:02
6. Interchange 8:27
7. Oleo (Sonny Rollins) 9:27
8. Naima (John Coltrane) 4:52

Wenn nicht anders vermerkt, stammen die Kompositionen von Pat Martino.

## Rezeption
Brian Zimmerman schrieb im Down Beat, es gebe nichts Schöneres, als zwei Jazzkünstlern zuzuhören, wie sie ein musikalisches Tête-à-Tête halten. Mit Nexus hätten Hörer die seltene Gelegenheit, einen intimen Dialog zwischen zwei Meistern ihres Fachs zu belauschen. Obwohl ihre Stile unterschiedlich seien – Martinos, gefühlvoll und perkussiv; Ridl schwungvoll und anmutig – würden sie irgendwie perfekt zusammenpassen, Individuen, die sich zu einem stärkeren, lebendigeren Ganzen verbinden. Und auch wenn es eine Freude sei, Martinos typische Licks neben Ridls rollender Begleitung zu hören, entstünden die strahlendsten Momente auf diesem Album, wenn die Stile der Musiker zusammenfließen. Nexus sei ein Muss für jeden Martino-Fan, so das Resümee des Autors.
Nach Ansicht von Victor L. Schermer, der das Album in All About Jazz rezensierte, finde man auf diesen Stücken Martino entspannter als in anderen Aufnahmesessions; man könne daher die introspektiven Qualitäten, die er von Les Paul und Wes Montgomery erworben habe, hier stark erleben. Gleichzeitig treibe seine vitale Kraft die Musik an und wird von Ridls unermüdlichen Akkordclustern im Takt, eine für eine Martino-Gruppe ungewöhnliche Countrymusik-Flexion, die bei ihm hervorragend funktioniere, eine Stufe höher getrieben. Der herzliche empathische Austausch zwischen den beiden sei durchgehend zu hören und verleihe dem Album eine besondere emotionale Wirkung. Dies sei eine dieser einzigartigen Aufnahmen, die von Zeit, Ort und Situation gleichermaßen geprägt sind.